# Echinolittorina lemniscata
Echinolittorina lemniscata là một loài ốc biển, là động vật thân mềm chân bụng sống ở biển trong họ Littorinidae.

## Miêu tả
Loài này có kích thước giữa 6 mm và 10 mm

## Phân bố
Chúng phân bố ở Thái Bình Dương dọc theo quần đảo Galapagos